# Toyokuni-jinja (Kyoto)
Pour les articles homonymes, voir Toyokuni-jinja.
Le Toyokuni-jinja (豊国神社) est un sanctuaire shinto situé dans l'arrondissement de Higashiyama, à Kyoto, au Japon. Il a été construit en 1599 pour honorer la mémoire du shogun Toyotomi Hideyoshi. C'est le site du premier tamaya (autel shinto destiné au culte des morts) jamais construit, détruit plus tard par le clan Tokugawa.

## Histoire
Ce sanctuaire est la tombe officielle et le sanctuaire de Toyotomi Hideyoshi, mort le 18 septembre 1598 à Kyoto.
Nobles, prêtres, guerriers et villageois se rassemblaient dans le sanctuaire pour célébrer l'anniversaire de l'apothéose de Hideyoshi avec des banquets, des récitals de musique et de bruyantes festivités. Le sanctuaire est alors fermé par Tokugawa Ieyasu en juin 1615 « pour décourager ces inconvenantes manifestations de fidélité à un homme qu'il avait éclipsé ».
L'empereur Meiji ordonne que le sanctuaire soit restauré en Keiō 4, le 6e jour du 6e mois (28 avril 1868). À cette époque, le domaine du sanctuaire est légèrement agrandi en englobant une petite parcelle de terre, propriété du proche Hōkō-ji.
En 1897, le tricentenaire de Hideyoshi a été célébré sur ce site.

## Architecture
Le karamon (porte) proviendrait du château de Fushimi. 

## Patrimoine culturel classé

### Trésor national japonais
- Le karamon

### Biens culturels importants
- Paravent pliant peint représentant les Festivals de Toyokuni (豊国の祭り), par Kanō Naizen de l'école Kanō.
- Gilet de vêtement décoré de motifs de chrysanthème en or.
- Trois coffrets décorés en style chinois.
- Cage en fer de lanterne.
- Naginata naoshi (lame de naginata converti en sabre), Honebami Toshirō (骨喰藤四郎, litt. « troisième fils mangeur d'os »), non signée, attribuée à Awataguchi Yoshimitsu. Une lame longue de 1 shaku 8 sun 6 bu, avec des gravures (horimono) de sanskrit et de kurikara (dragon et épée).

## Galerie d'images

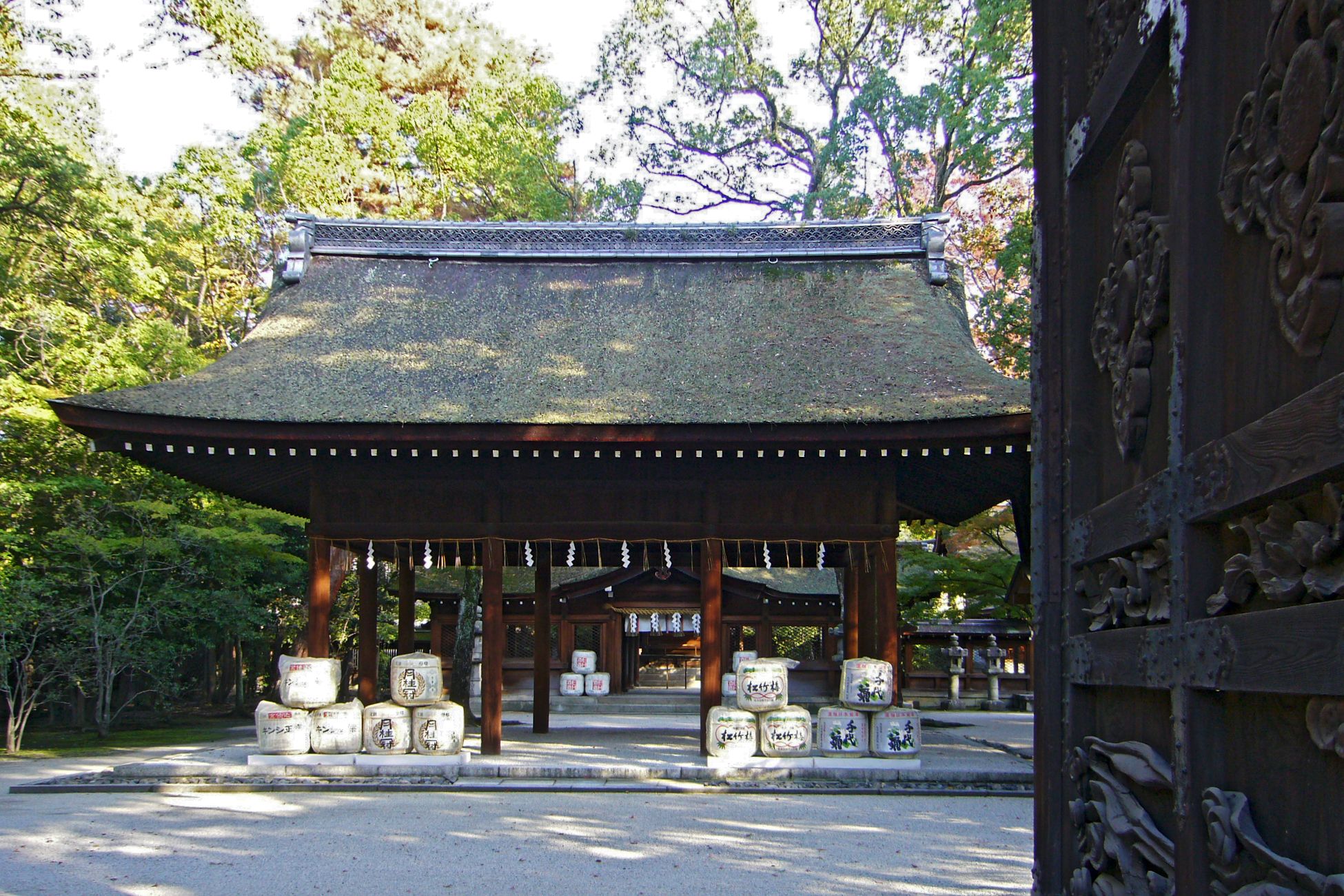
Le bâtiment principal du sanctuaire.
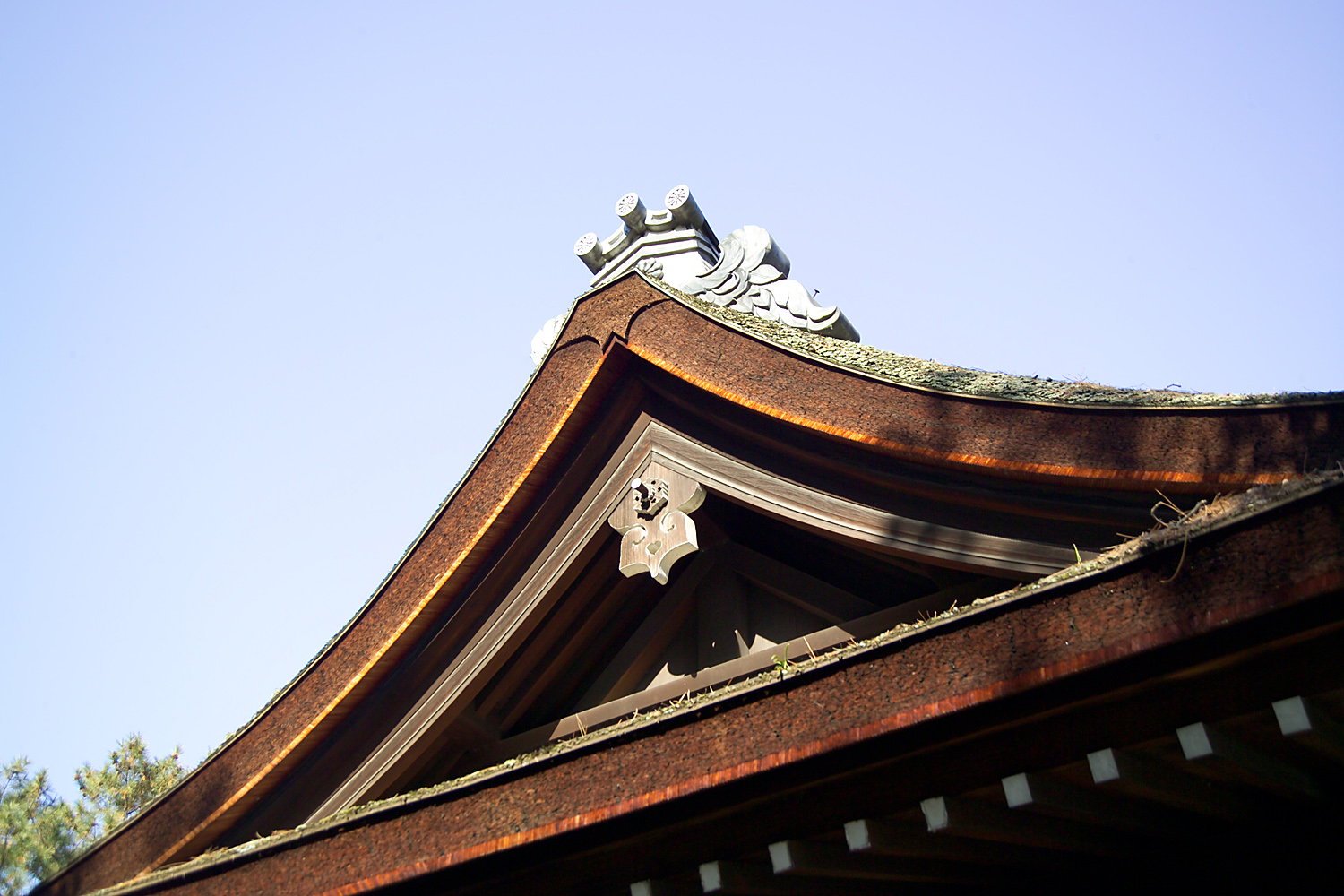
Le toit.
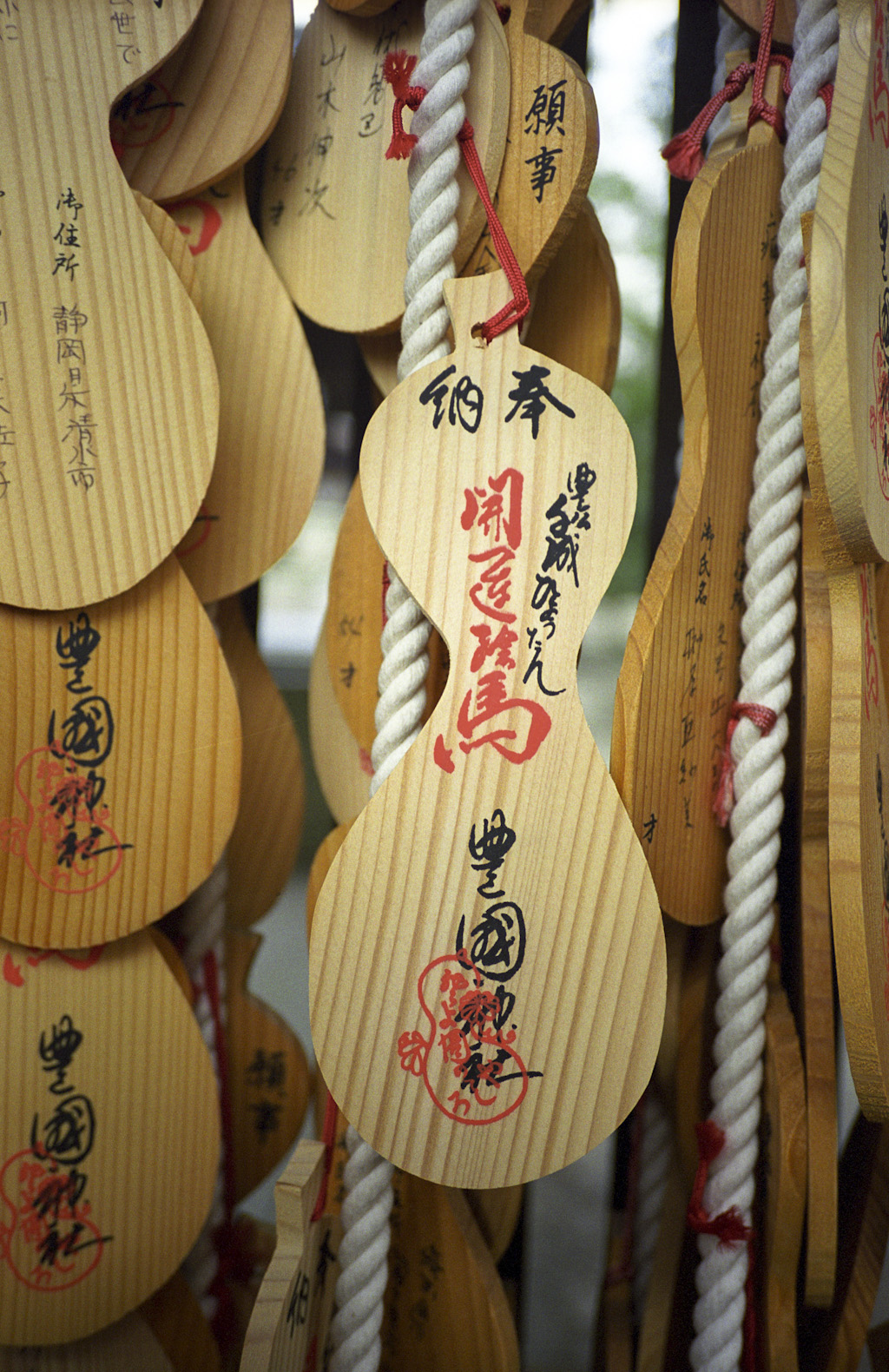
Ema.
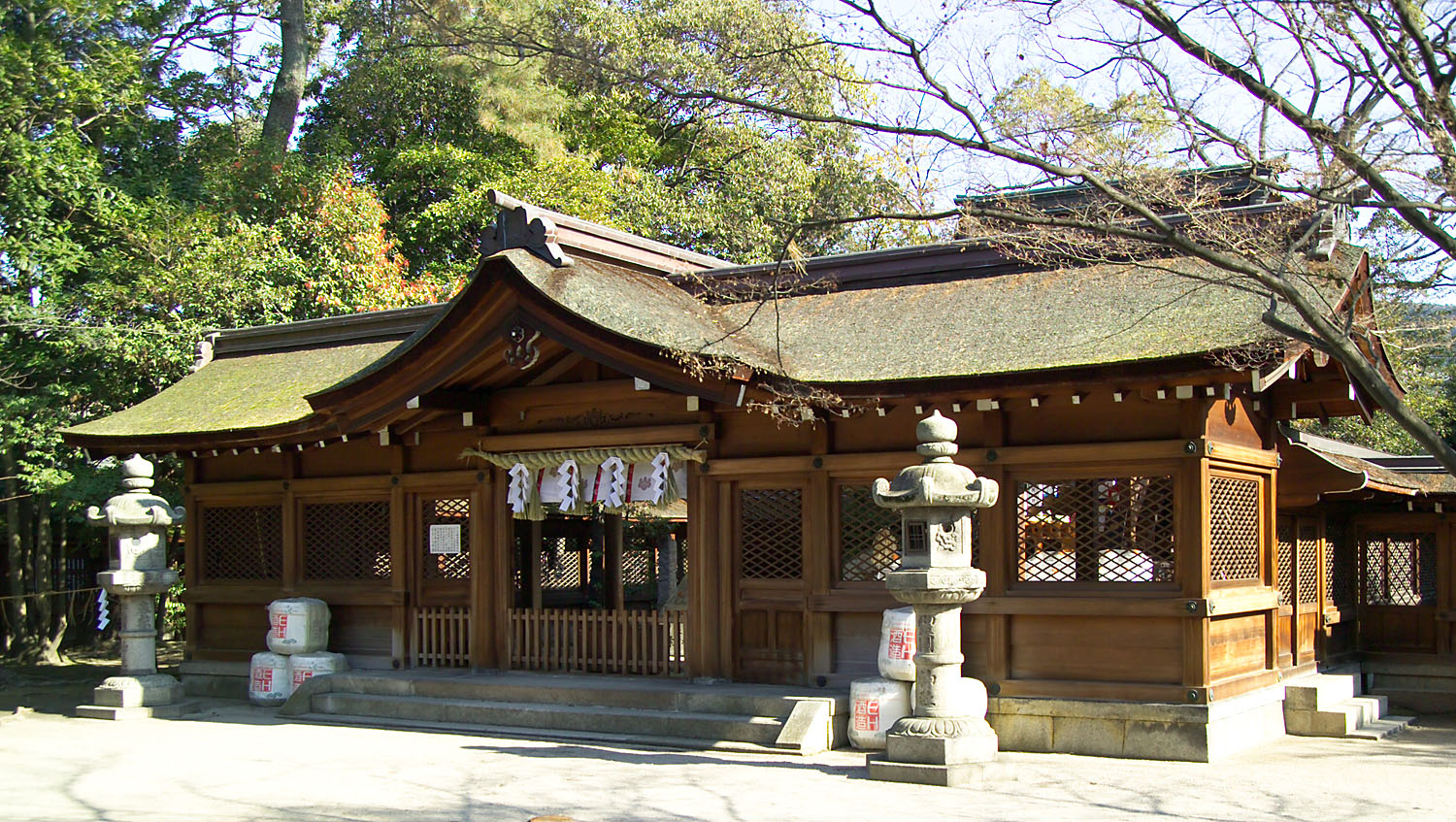